# Скрипка и кувшин
«Скрипка и кувшин» (фр. Broc et Violon) — картина французского художника Жоржа Брака, написанная в 1909—1910 годах, с которой началась стадия аналитического кубизма. Картина находится в Художественном музее в Базеле.

## Сюжет
«Скрипка и кувшин» входит в серию удивительных натюрмортов, которые Брак писал в 1910—1912 годах. На картине изображены, собственно, скрипка и кувшин, однако это сделано не в традиции типичного натюрморта: очертания предметов носят крайне абстрактный и монохромный характер. Данный стиль характерен для стадии аналитического кубизма, расцвет которого приходится на 1910—1912 года.

## Иллюзионизм
Для Брака была характерна работа с иллюзионистскими приёмами, поэтому в «Скрипке и кувшине» художник прибегает к приёму тромплёй в изображении гвоздя, который «прибит» к стене и на котором «висит» изображённый на холсте натюрморт, тем самым подчёркивая нарочитую двухмерность пространства. Этим полотном Брак постулирует и актуализирует главную идею аналитического кубизма: «под аналитическим взглядом кубиста предмет расчленяется на множество отдельных геометрических элементов, ракурсов, граней, которые затем определённым образом компонуются на плоскости холста, образуя полуабстрактные … композиции».
Симультанные тенденции, к которым и относится тромплей, очень характерны для искусства того времени, так как кубисты стремятся изображать реальность во всей полноте, со всех ракурсов и точек зрения, актуализируя каждый момент бытия предмета. Таким образом, предметы на картинах лишаются материальных оснований, уступая место геометрическим, а сами картины в большинстве своём напоминают абстрактные схемы. В этой работе можно увидеть принцип остранения Шкловского, экстраполированный на изобразительное искусство. Иллюзорность, монохромность и намеренная «уплощённость» предметов выводит их из традиционного контекста и заставляет переосмыслить в новых категориях.